# Rodovia Cândido Portinari
A Rodovia Cândido Portinari (SP-334) é uma rodovia radial do estado de São Paulo, administrada pelo Departamento de Estradas de Rodagem do Estado de São Paulo (DER-SP) e pela concessionária ViaPaulista.

## Denominações
Recebe as seguintes denominações em seu trajeto:
- Nome:	Candido Portinari;	De - até:	SP-330 (Ribeirão Preto) - Franca - Rifaina (Divisa de Minas Gerais)

A rodovia tem o seu nome em homenagem ao grande pintor Cândido Portinari, nascido na cidade de Brodowski.

## Descrição
Ela liga as cidades de Ribeirão Preto até Rifaina na divisa com Minas Gerais, passando pelos municípios de Jardinópolis, Brodowski, Batatais, Restinga, Franca, Cristais Paulista, Pedregulho e Rifaina.
Foi pavimentada pelo DER-SP entre os anos de 1960 e 1964. Duplicada inicialmente nos trechos do km 318+500 m (Ribeirão Preto) ao km 358 (Batatais) e do km 395 ao km 406 (Franca). Posteriormente foi duplicada do km 358 (Batatais) ao km 372. Finalmente duplicou-se do km 372 ao km 395 (Franca) no ano de 2002, ficando assim em pista dupla todo o trecho compreendido entre Ribeirão Preto e Franca.
O trecho compreendido entre o km 318+500 m e o km 406 foi concedido e encontra-se sob a responsabilidade da Concessionária ViaPaulista.
Principais pontos de passagem: SP 330 (Ribeirão Preto) - Batatais - Franca - Pedregulho - Divisa MG

## Características

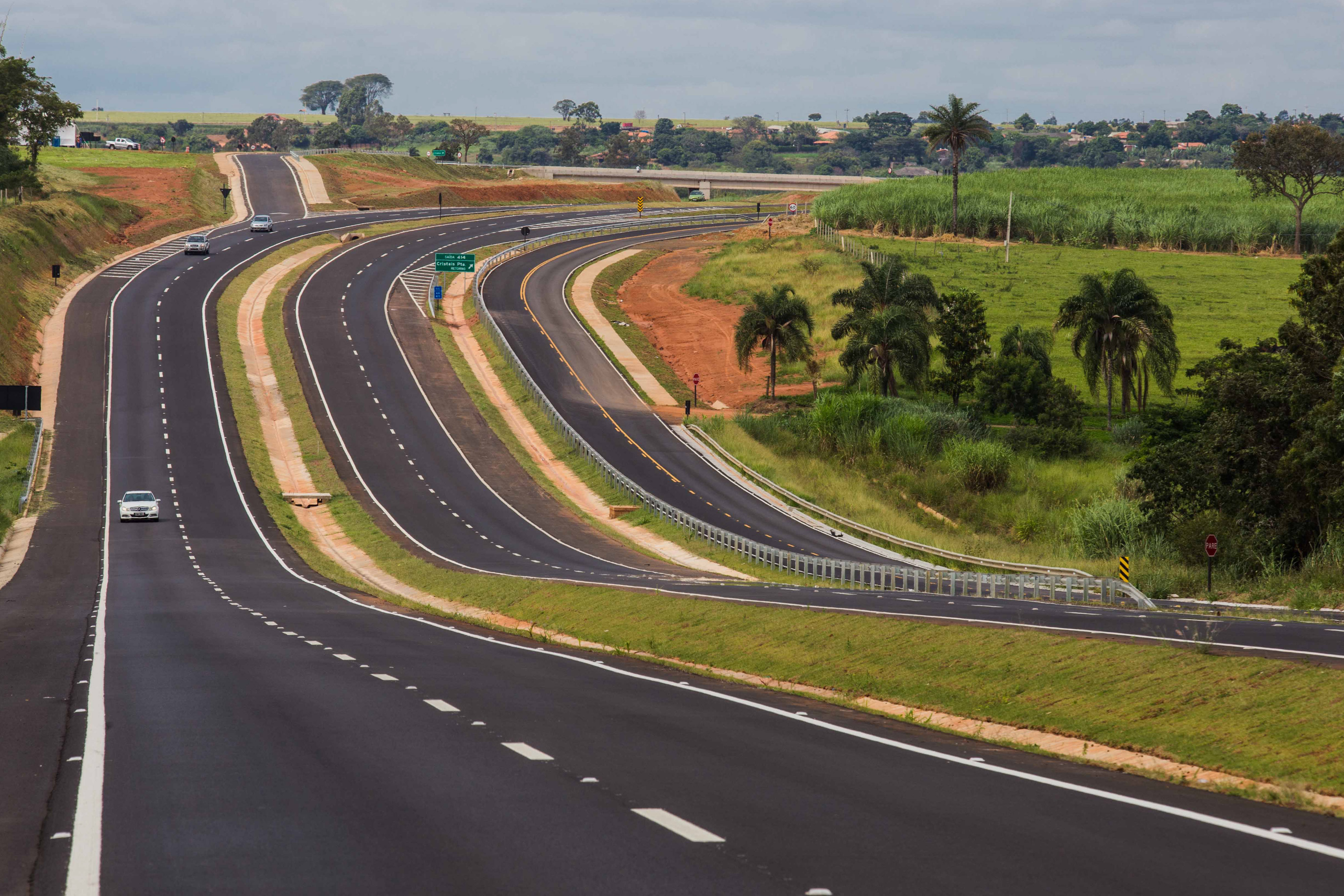
Trecho da Rodovia Cândido Portinari em Cristais Paulista.

### Extensão
- Km Inicial: 318,000
- Km Final: 465,400

### Localidades atendidas
- Ribeirão Preto
- Jardinópolis
- Brodowski
- Batatais
- Restinga
- Franca
- Cristais Paulista
- Pedregulho
- Rifaina

### Obras de arte
Entre as obras de arte existentes em toda sua extensão podemos citar:
- Km 459 - Sentido Franca para Rifaina - Viaduto José  de Paula Culira - Lei Estadual nª 14468 de 20-06-11.